# Käpylä
Käpylä (suédois : Kottby) est un quartier d'Helsinki, la capitale finlandaise. Il appartient au district de Vanhakaupunki.

## Description
Le quartier de Käpylä (en finnois : Käpylän kaupunginosa) a 7670 habitants (au 1.1.2008) et offre 2607 emplois(fin 2005). 
Käpylä a une superficie de 1,82 km2.
La batterie anti-aérienne lourde Taivas opérait au sommet du rocher Taivaskallio pendant les guerres dhiver et de continuation, il y a plusieurs stations anti-aériennes et un canon anti-aérien sur le rocher. 
L'église de Käpylä représente l'architecture fonctionnaliste. 
Le bâtiment Karjalatalo (fi) situé à Käpylä, a été construit après les guerres comme lieu de réunion de l'union carélienne (fi).

### Puu-Käpylä
La partie Puu-Käpylä est connue comme l'une des premières représentantes du mouvement des cités-jardins en Finlande.
On y construit, entre 1920 et 1925, des bâtiments en bois conçus par Martti Välikangas dans le style du classicisme nordique.

## Transports
La Tuusulanväylä part de Mäkelänkatu.
L'artère transversale très fréquentée, Hakamäentie, relie Käpylä à Haaga. 

### Tramway
La ligne de tramway 1, a son terminus a Käpylä.

### Bus
Les lignes de bus de la Tuusulanväylä desservent Käpylä.
| Numéro | Trajet                                                          | Réfs. |
| ------ | --------------------------------------------------------------- | ----- |
| 57     | Latokartano - Käpylä - Munkkiniemi                              |       |
| 603    | Malmi - Oulunkylä – Käpylä – Metsälä – Länsi-Pakila – Paloheinä |       |

### Trains
Les lignes de train I, K, P et T s'arrêtent en gare de Käpylä.

## Galerie

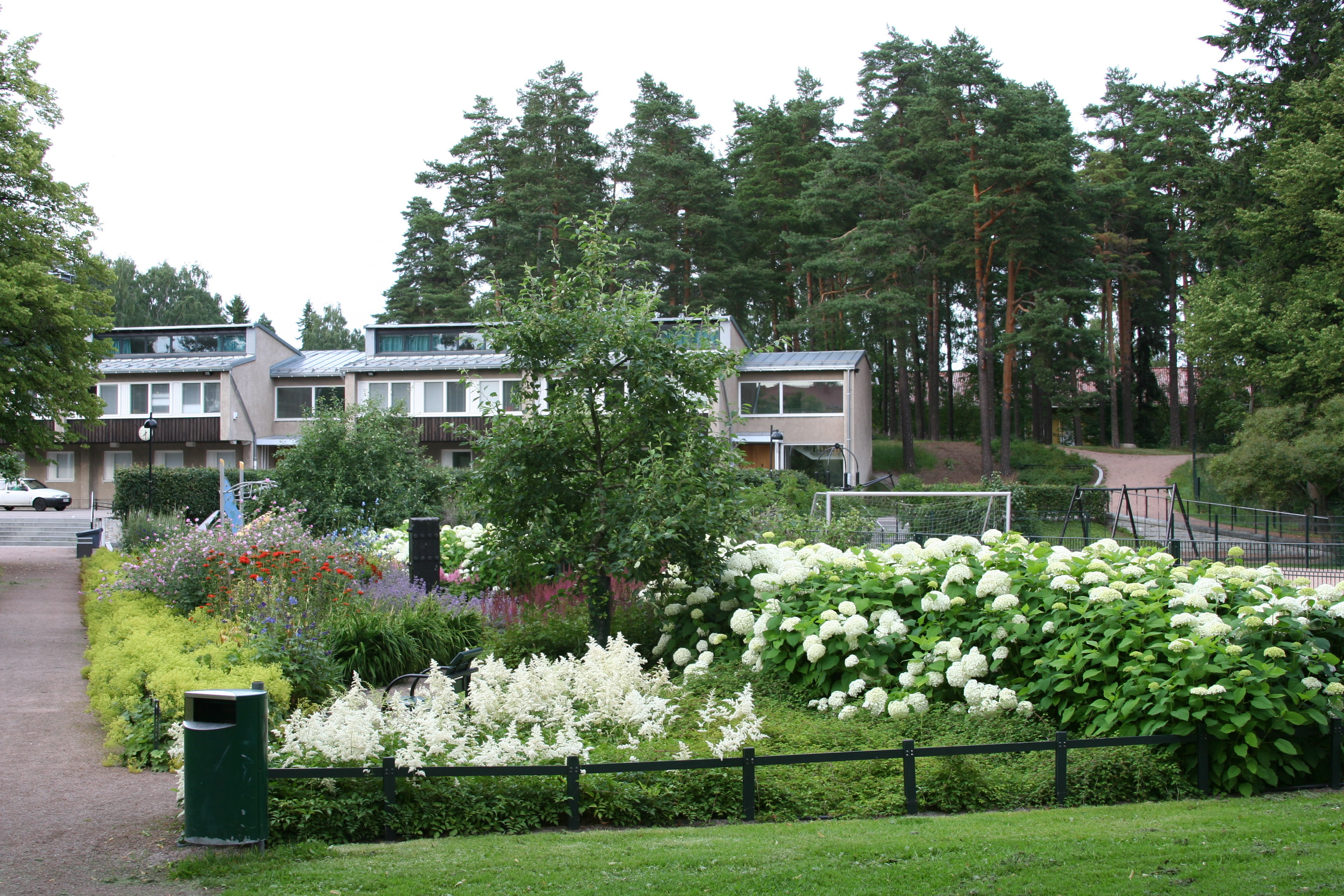
École primaire de Käpylä et parc d'Otto-Iivari Meurman.
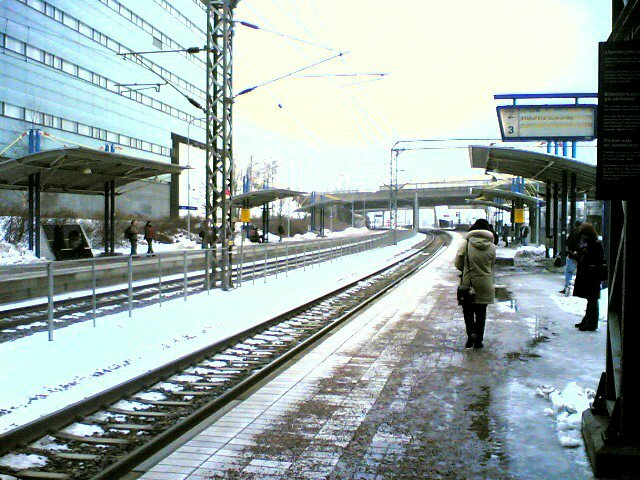
Gare de Käpylä
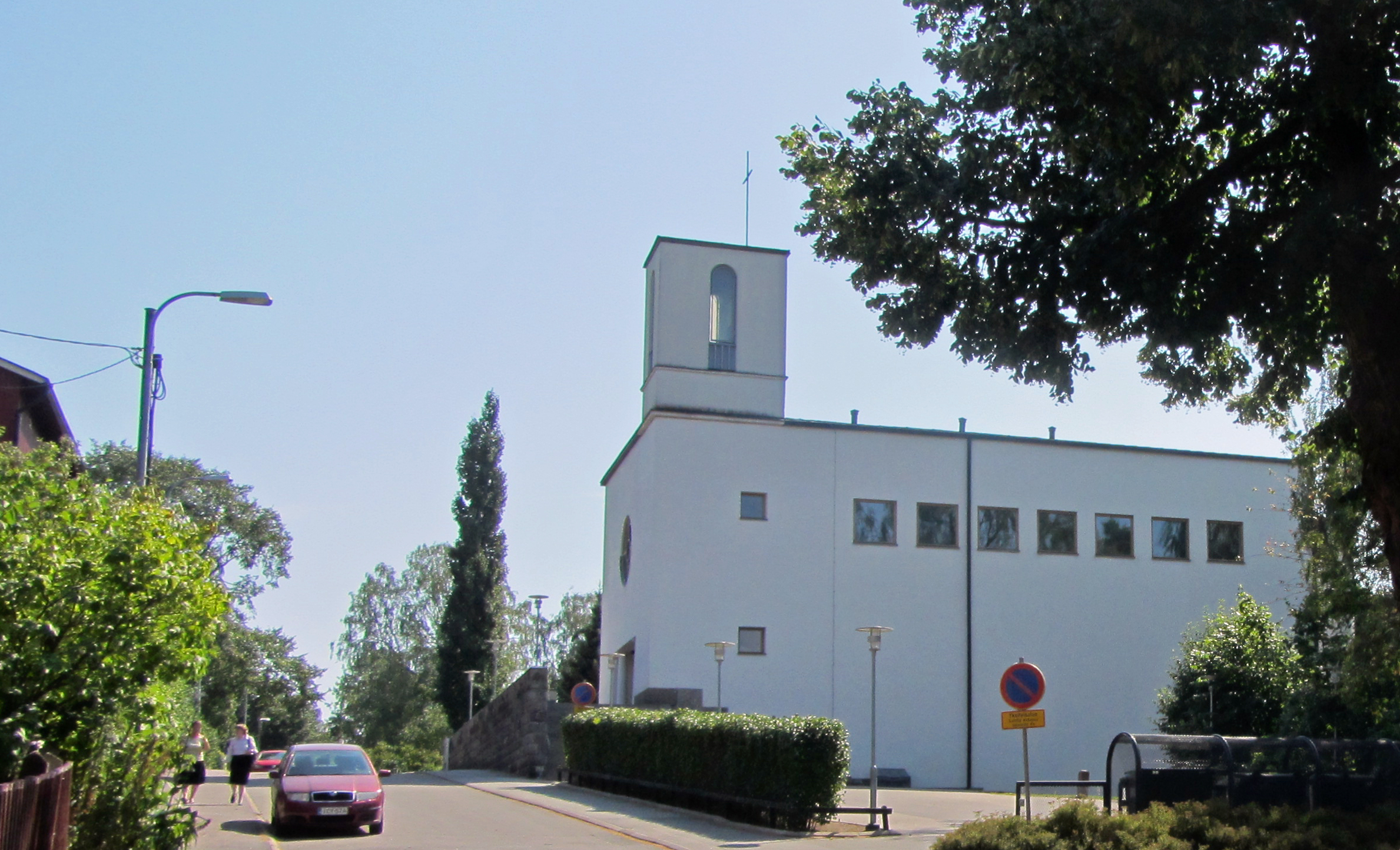
Église de Käpylä
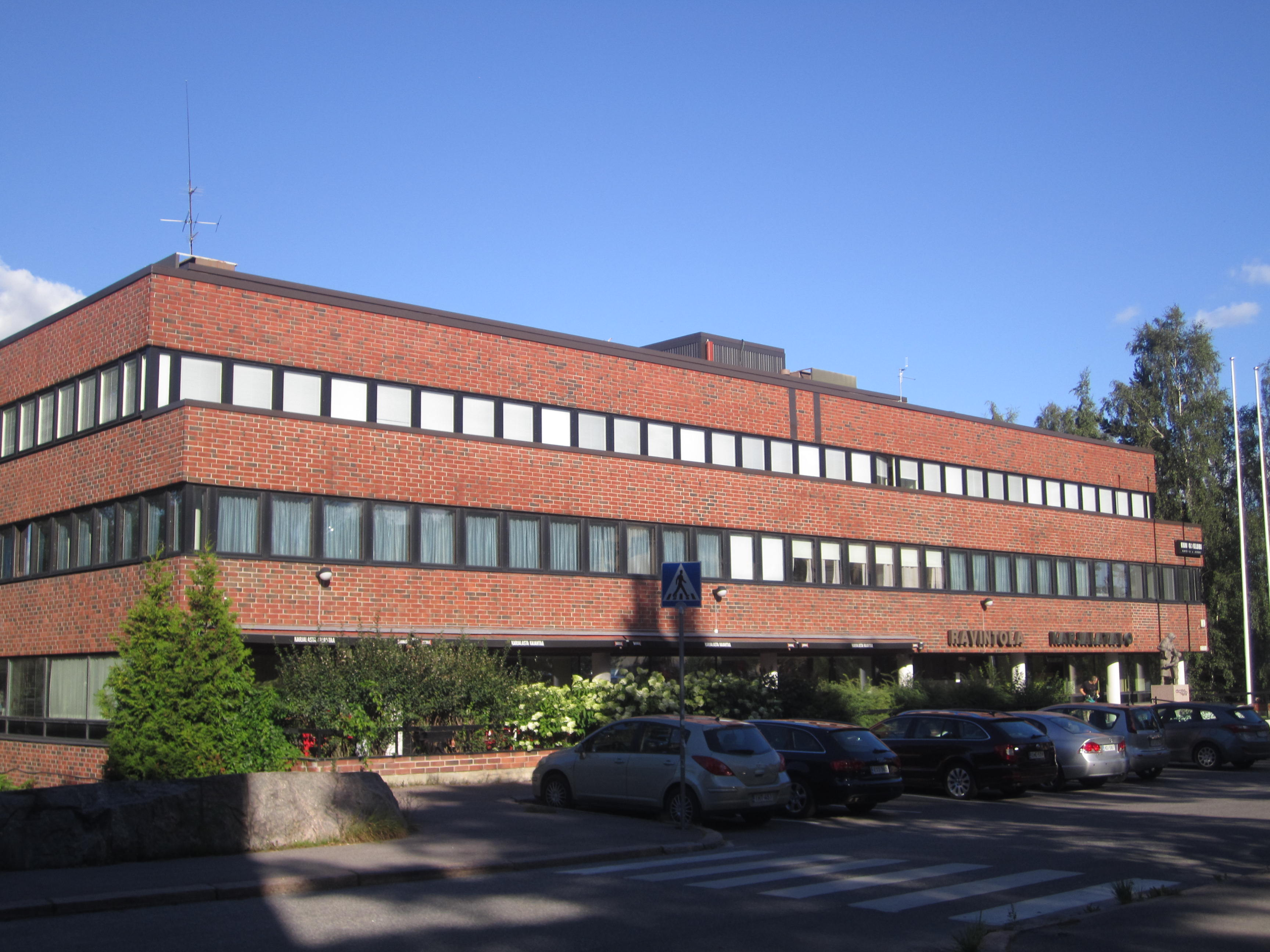
Karjalatalo.

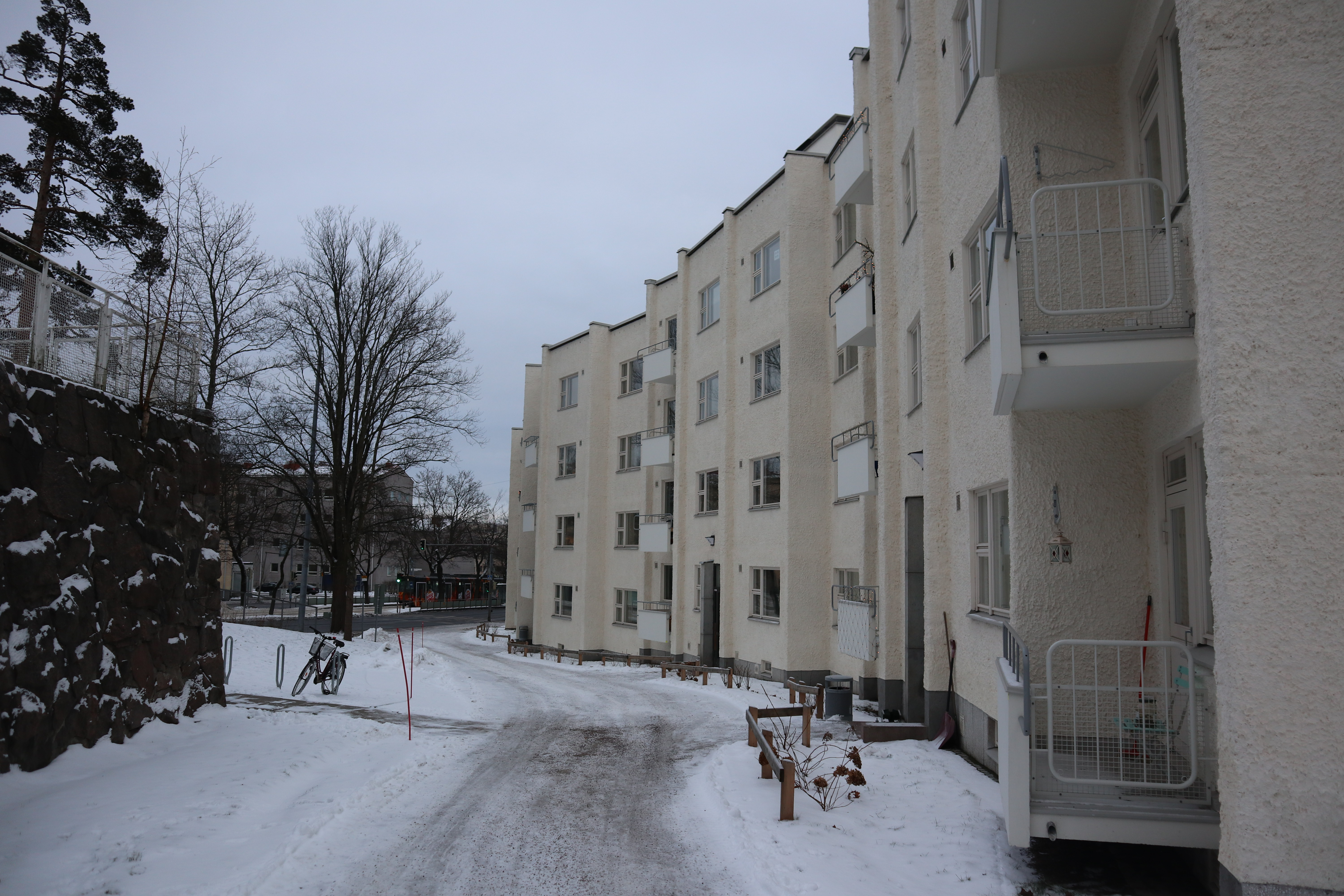
Immeuble serpentin rue Mäkelänkatu.
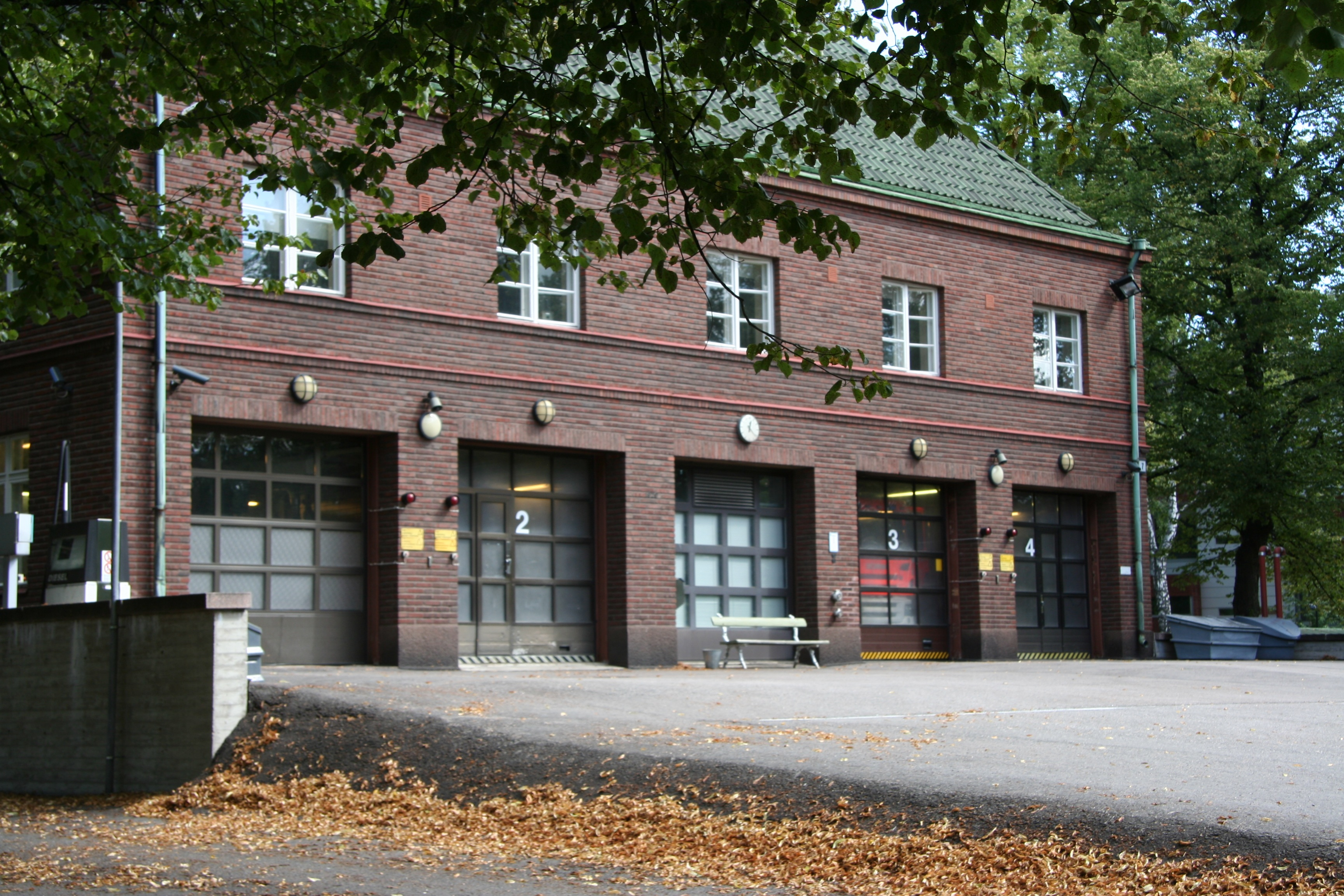
Station de secours de Käpylä.
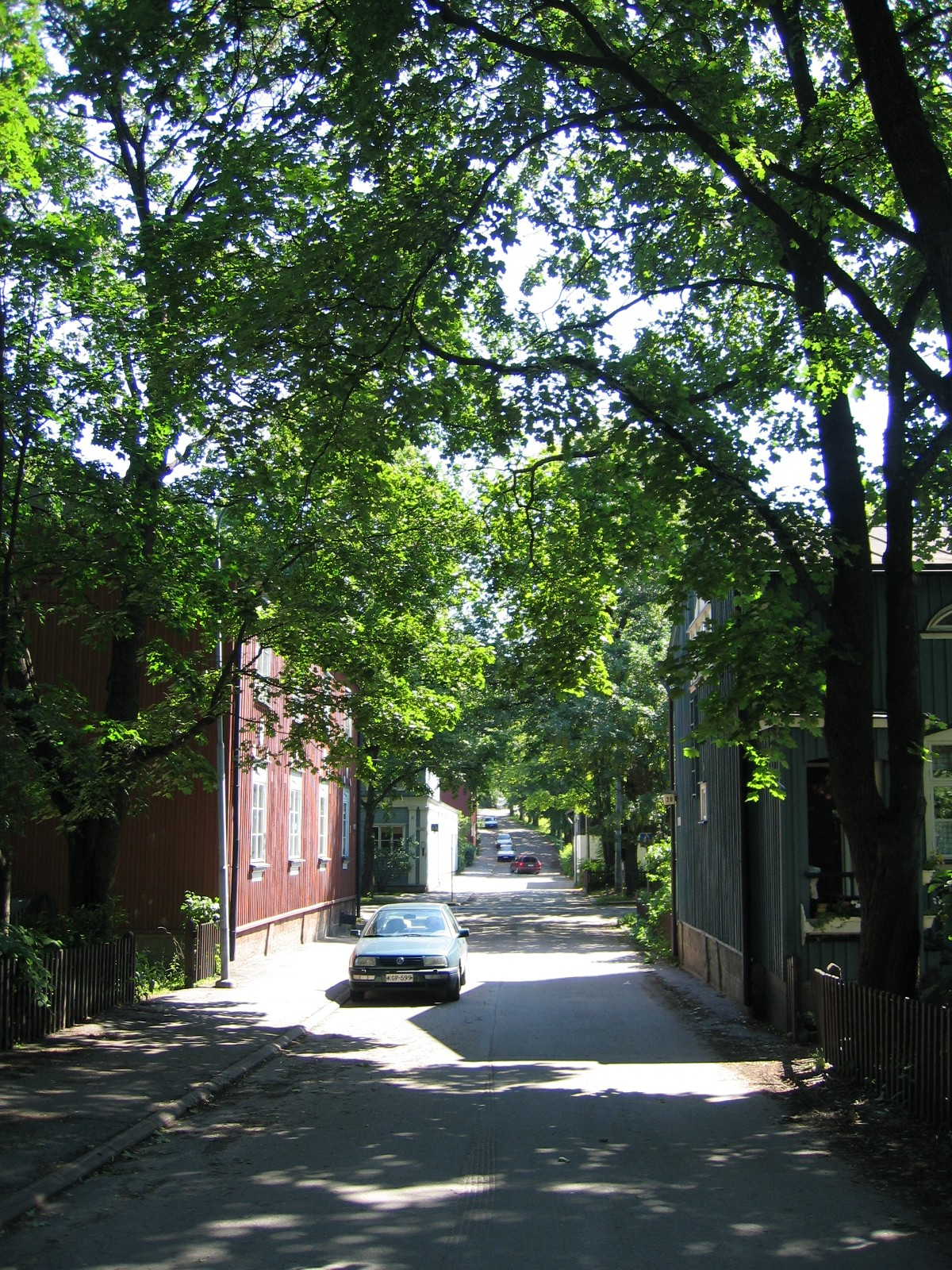
Metsolantie..
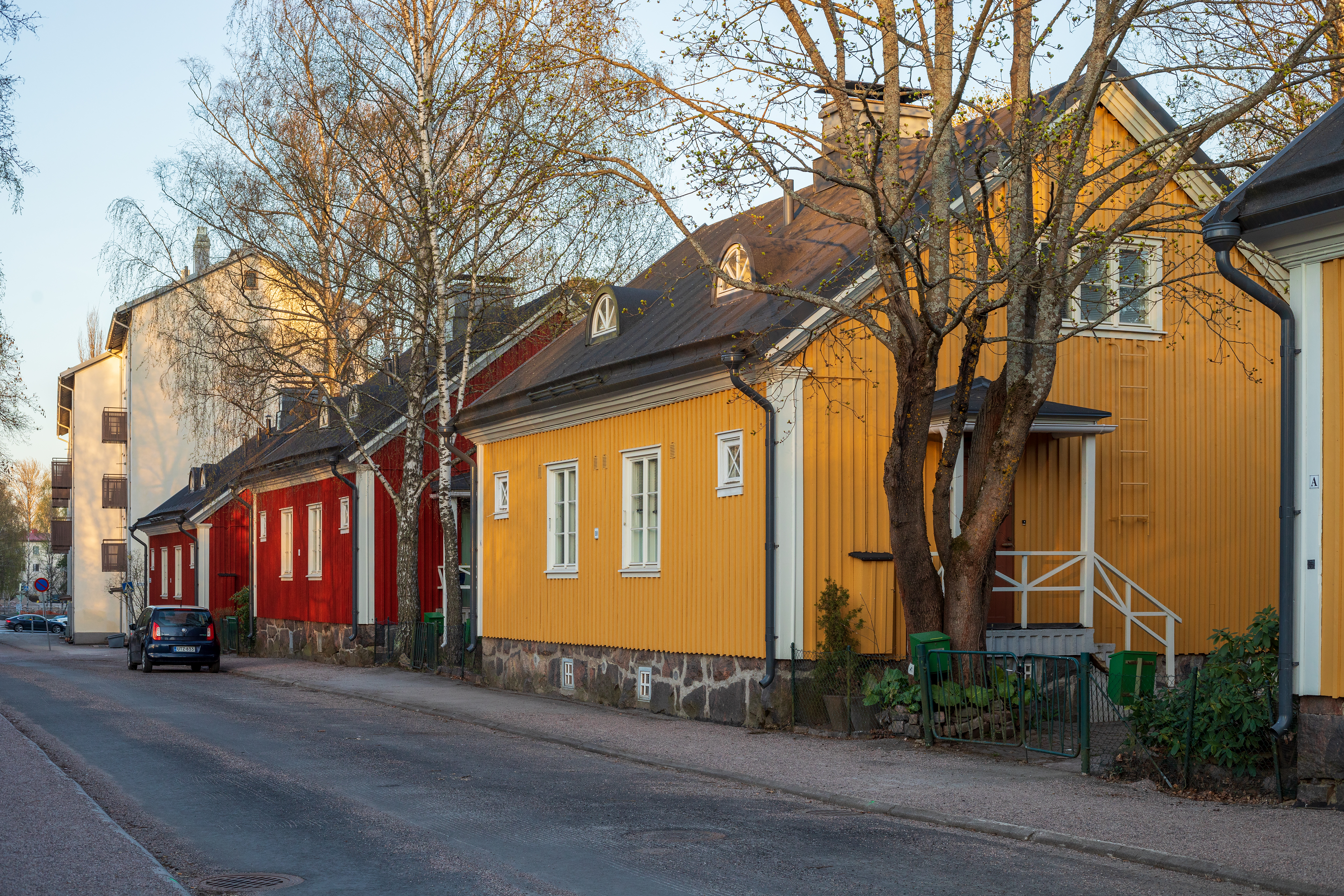
Turjantie.